# Edward Ludlow Mooney

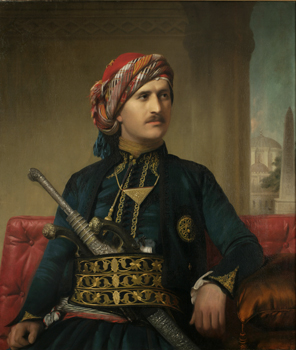
Armenier in türkischer Tracht – Orientfantasie, um 1848,
Öl auf Leinwand, National Academy Museum, New York.

Edward Ludlow Mooney (geboren 25. März 1813 in New York; gestorben 1887 in Upper Red Hook) war ein amerikanischer Porträtmaler.

## Leben und Werk
Mooney studierte ab 1835 Malerei an der National Academy of Design, in die er 1840 als Vollmitglied aufgenommen wurde. Er arbeitete zunächst als Zeichner, ehe er 1837 Assistent von Henry Inman wurde, dem wohl bestbezahlten Porträtmaler New Yorks; ferner zählte William Page zu seinen Lehrern. Er begann zunächst Kopien von Inmans Werken, so beispielsweise eines Porträts des Präsidenten Martin Van Buren, anzufertigen, was ihm nationale Aufmerksamkeit einbrachte. In seinem Atelier in New York spezialisierte er sich später auf die Fertigung repräsentativer Porträtbilder. Unter anderem malte er für die City Hall eine Reihe von Bürgermeisterporträts, auch ließen sich zahlreiche Amtsträger und Professoren der Princeton University von ihm malen. Zu nennen ist zudem sein 1840 gemaltes Porträt von Ahmad bin Na’aman bin Muhsin bin Abdulla Al-k’abi al Bahrain, Emissär des Sultans von Muskat in den Vereinigten Staaten, sowie sein Bildnis des Gouverneurs William Seward für das New York State Capitol in Albany. Nach seinem Tod wurde die „Edward Ludlow Mooney Collection“ durch Deaconess Amy Green Thompson und Reverend M. P. H. Huntington an das New York State Museum übergeben. Mooney besuchte im Jahr 1847 Columbus. Er porträtierte Oliver Hazard Perry und einige der führenden Mitglieder der Gesellschaft aus den Südstaaten, darunter den Plantagenbesitzer John Fontaine (1792–1866) sowie John L. Mustian aus Columbus mit deren Ehefrauen.

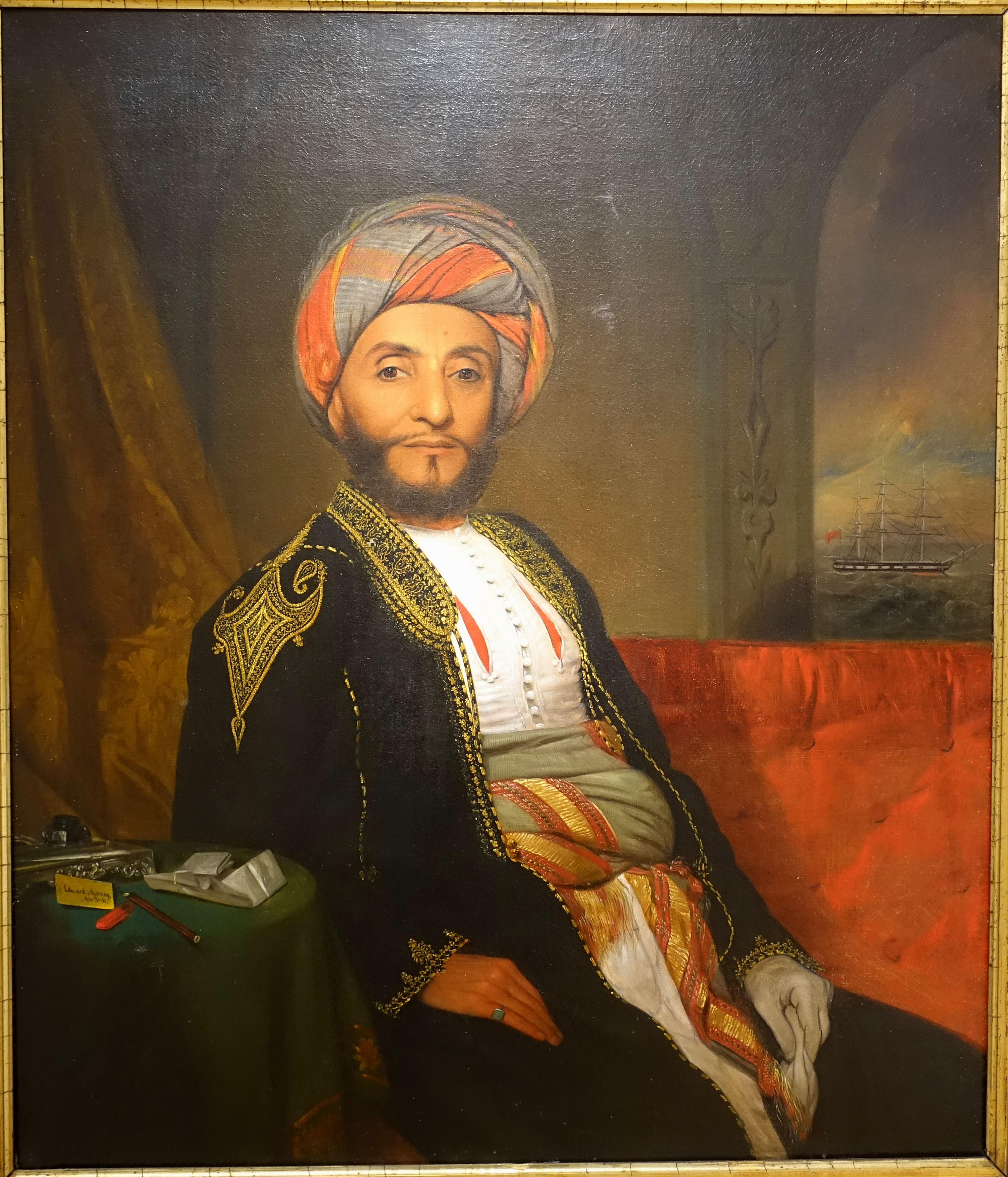
Ahmad bin Na’aman
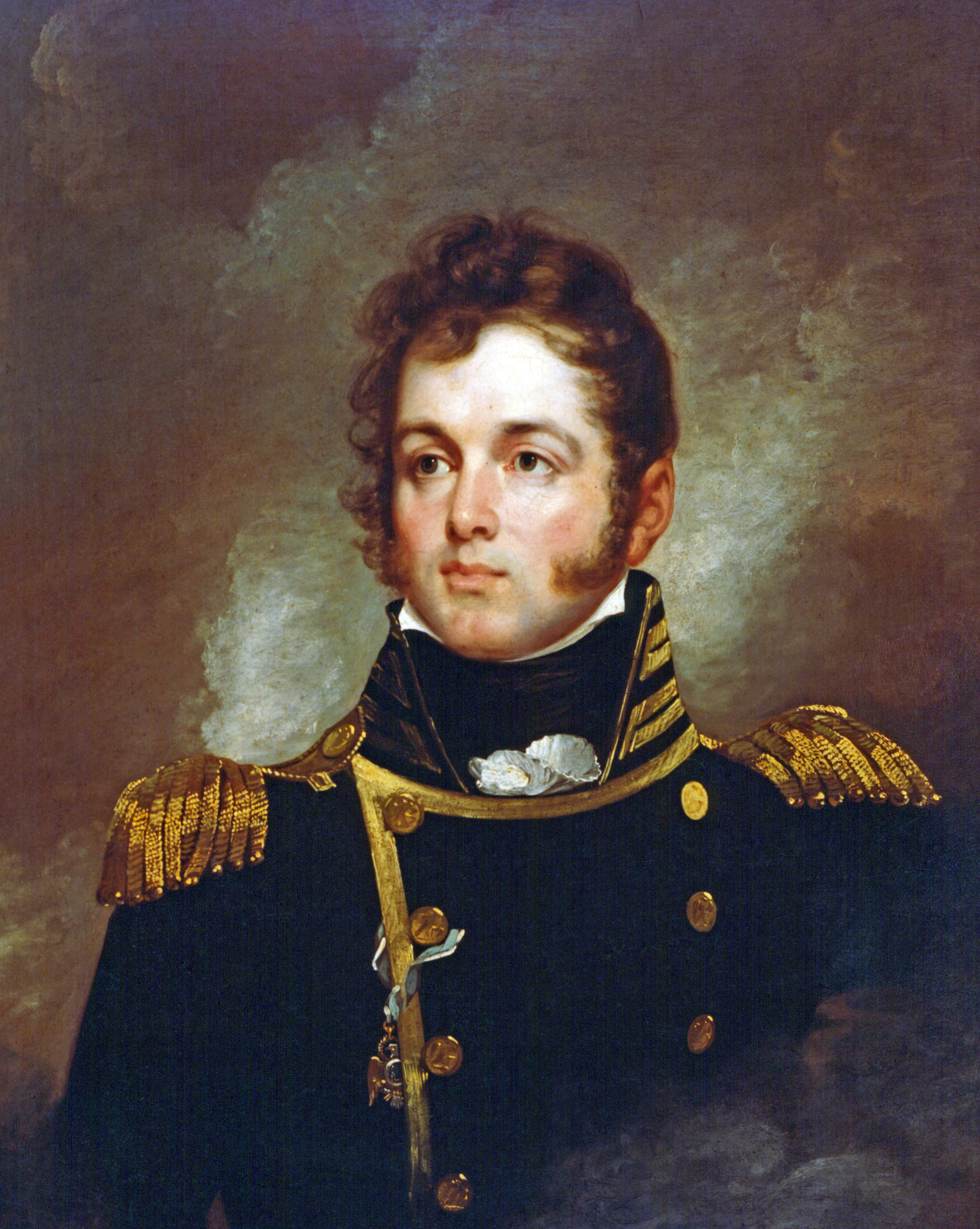
Oliver Hazard Perry
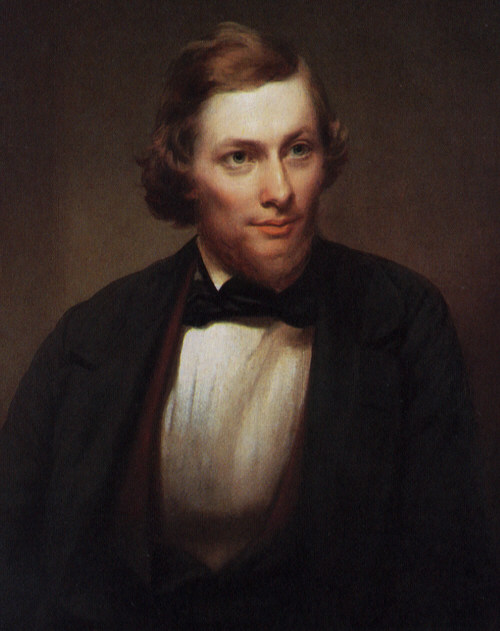
Jasper Francis Copsey